# Tom Brookshier
Thomas Jefferson Brookshier, detto Tom (Roswell, 16 dicembre 1931 – Garland, 29 gennaio 2010), è stato un giocatore di football americano statunitense. che ha militato nel ruolo di defensive back per tutta la carriera con i Philadelphia Eagles della National Football League (NFL)

## Biografia
Brookshier fu scelto nel corso del decimo giro del Draft NFL 1953 dai Philadelphia Eagles. Vi giocò fino al 1961, perdendo le stagioni 1954 e 1955 per prestare servizio presso l'Aviazione statunitense. Fu titolare della squadra che conquistò il campionato NFL del 1960, venendo convocato due volte per il Pro Bowl. I giorni da giocatore di Brookshier terminarono a causa della frattura della gamba rimediata durante un placcaggio su Willie Galimore nella vittoria per 16–14 sui Chicago Bears al Franklin Field il 5 novembre 1961 È un membro dell'Honor Roll degli Eagles ed uno dei soli otto giocatori della franchigia ad avere ricevuto l'onore del ritiro del proprio numero di maglia, il 40.

## Palmarès

### Franchigia
- Campionati NFL: 1

Philadelphia Eagles: 1960

### Individuale
- Convocazioni al Pro Bowl: 2

1959, 1960
- Numero 40 ritirato dai Philadelphia Eagles

## Statistiche
| Partite totali | 76 |
| Intercetti     | 20 |